# Смит, Альберт Чарльз
Альберт Чарльз Смит (англ. Albert Charles Smith, 5 апреля 1906 — 23 мая 1999) — американский ботаник.

## Биография
Альберт Чарльз Смит родился 5 апреля 1906 года.
Он был директором Национального музея естественной истории. В 1963 году Альберт Чарльз Смит был избран членом Национальной академии наук США. Он работал в Соединённых Штатах Америки и в Фиджи. Альберт Чарльз Смит внёс значительный вклад в ботанику, описав множество видов растений.
Альберт Чарльз Смит умер 23 мая 1999 года.

## Научная деятельность
Альберт Чарльз Смит специализировался на папоротниковидных и на семенных растениях.